# Раделичи
Раделичи (укр. Раделичі) — село в Николаевской городской общине Стрыйского района Львовской области Украины.
Население по переписи 2001 года составляло 1216 человек. Население по данным 2021 года составляло 1197 человек. Занимает площадь 1,36 км². Почтовый индекс — 81643. Телефонный код — 3241.